# Нарни (Терни)
Нарни (итал. Narni) је насеље у Италији у округу Терни, региону Умбрија.
Према процени из 2011. у насељу је живело 5279 становника. Насеље се налази на надморској висини од 146 м.

## Становништво
Према резултатима пописа становништва 2011. у општини је живело 20.331 становника.
| 1931.  | 1936.  | 1951.  | 1961.  | 1971.  | 1981.  | 1991.  | 2001.  | 2011.  |
| ------ | ------ | ------ | ------ | ------ | ------ | ------ | ------ | ------ |
| 15.674 | 17.660 | 20.804 | 21.358 | 20.675 | 20.741 | 20.439 | 20.070 | 20.331 |